# Niwot
Niwot är en census designated place i den amerikanska delstaten Colorados nordcentrala del. 
Den breder sig ut över 10,38 kvadratkilometer (km2) stor yta och hade en folkmängd på 4 006 personer vid den nationella folkräkningen 2010.